# 후지패브릭
후지패브릭(フジファブリック, Fujifabric)는 2000년에 결성된 일본의 록 밴드이다. '후지', '후지패브' 등으로도 불린다.

## 개요
작사, 작곡을 담당하는 시무라 마사히코를 중심으로 결성된 4인조(예전엔 5인조) 밴드이다. 그룹 이름은 시무라가 예전에 활동하던 카피 밴드의 이름으로, 당시 구성원의 집안이 운영하던 섬유 회사 이름 후지패브릭(富士ファブリック)이 유래이다.
고등학생이던 시무라가, 후지큐 하이랜드에서 열린 공연을 보고 감화한 오쿠다 다미오는 현재 소속사의 선배이다.

## 구성원
- 시무라 마사히코
- 가나자와 다이스케
- 가토 신이치
- 야마우치 소이치로

## 내력
- 1999년 4월, 시무라 마사히코, 야마나시현 후지요시다시에서 도쿄도로 상경.
- 2000년 4월, 후지패브릭 결성.
- 2008년 1월 12일, 앨범 《TEENAGER》발매.
- 2009년 12월 24일, 보컬 시무라 마사히코 29세로 사망.[2]

## 음반 목록

### 싱글
- 〈사쿠라노 기세쓰〉 (桜の季節, 2004년)
- 〈가게로〉 (陽炎, 2004년)
- 〈아카키이로노 긴모쿠세이〉 (赤黄色の金木犀, 2004년)
- 〈긴가〉 (銀河, 2005년)
- 〈니지〉 (虹, 2005년)
- 〈아카네이로노 유히〉 (茜色の夕日, 2005년)
- 〈아오이 도리〉 (蒼い鳥, 2007년)
- 〈Surfer King〉 (2007년)
- 〈패션 후르츠〉 (2007년)
- 〈와카모노노 스베테〉 (若者のすべて, 2007년 11월 7일)
- 〈Sugar!!〉 (2009년)

### 정규 음반
| 제목                                                                                 | 최고순위 (오리콘) |
| ------------------------------------------------------------------------------------ | ----------------- |
| 《후지패브릭》 (フジファブリック) - 발매일: 2004년 11월 10일 - 레이블: EMI 뮤직 재팬 | 17                |
| 《FAB FOX》 - 발매일: 2005년 11월 9일 - 레이블: EMI 뮤직 재팬                        | 12                |
| 《TEENAGER》 - 발매일: 2008년 1월 23일 - 레이블: EMI 뮤직 재팬                       | 11                |
| 《CHRONICLE》 - 발매일: 2009년 5월 20일 - 레이블: EMI 뮤직 재팬                      | 8                 |
| 《MUSIC》 - 발매일: 2010년 7월 28일 - 레이블: 소니 뮤직 어소시에이티드 레코드        | 7                 |
| 《STAR》 - 발매일: 2011년 9월 21일 - 레이블: 소니 뮤직 어소시에이티드 레코드         | 6                 |
| 《I Love You》 - 발매일: 2021년 3월 10일 - 레이블: 소니 뮤직 어소시에이티드 레코드   |                   |

### 베스트 음반
- 2010년 《SINGLES 2004-2009》